# Alan Yarrow

Armas da Cidade de Londres

Sir Alan Colin Drake Yarrow (Malásia, 27 de junho de 1951) é o Lord-mayor de Londres (2014-2015).
Escolheu Aldermano prefeito da Cidade em 2007, é banqueiro e financista britânico, ex-vicepresidente do grupo « Dresdner Kleinwort ». 

## Condecorações
- Cavaleiro Celibatário (2015)
- Cavaleiro de Justiça da Venerável ordem de São João de Jerusalém
- Placa da Ordem da Águia Asteca
  - Magistrado (Inglaterra e Gales).